# Panyola
Panyola is een plaats (község) en gemeente in het Hongaarse comitaat Szabolcs-Szatmár-Bereg. Panyola telt 642 inwoners (2001).